# Dakota Wizards 2011-2012
La stagione 2011-12 dei Dakota Wizards fu la 6ª nella NBA D-League per la franchigia.
I Dakota Wizards arrivarono secondi nella Eastern Conference con un record di 29-21. Nei play-off persero al primo turno con i Bakersfield Jam (2-0).

## Roster
| N° | Naz.                   | Ruolo | Sportivo         | Anno | Alt. | Peso |
| -- | ---------------------- | ----- | ---------------- | ---- | ---- | ---- |
| 3  | Stati Uniti (bandiera) | AC    | Jeremy Tyler     | 1991 | 208  | 118  |
| 7  | Stati Uniti (bandiera) | G     | Justin Johnson   | 1988 | 188  | 79   |
| 13 | Stati Uniti (bandiera) | G     | Stefhon Hannah   | 1985 | 185  | 79   |
| 14 | Stati Uniti (bandiera) | GA    | Rico Cunningham  | 1988 | 196  | 79   |
| 14 | Stati Uniti (bandiera) | G     | Anthony Goods    | 1987 | 191  | 91   |
| 15 | Stati Uniti (bandiera) | A     | Mike Anderson    | 1986 | 201  | 91   |
| 17 | Messico (bandiera)     | GA    | Andrew González  | 1989 | 198  | 82   |
| 18 | Stati Uniti (bandiera) | GA    | Shy Ely          | 1987 | 196  | 93   |
| 19 | Stati Uniti (bandiera) | G     | Bruce Price      | 1983 | 191  | 91   |
| 21 | Stati Uniti (bandiera) | AC    | Marcus Dove      | 1985 | 206  | 102  |
| 22 | Stati Uniti (bandiera) | A     | Taylor Griffin   | 1986 | 203  | 105  |
| 22 | Stati Uniti (bandiera) | A     | Patrick Sanders  | 1985 | 198  | 93   |
| 22 | Stati Uniti (bandiera) | G     | Travis Walton    | 1987 | 188  | 86   |
| 23 | Stati Uniti (bandiera) | G     | Maurice Baker    | 1979 | 185  | 79   |
| 24 | Porto Rico (bandiera)  | GA    | Edwin Ubiles     | 1986 | 198  | 93   |
| 32 | Stati Uniti (bandiera) | C     | Mickell Gladness | 1986 | 211  | 104  |
| 32 | Stati Uniti (bandiera) | AC    | Tommy Smith      | 1980 | 208  | 98   |
| 33 | Stati Uniti (bandiera) | A     | Taylor Griffin   | 1986 | 203  | 105  |
| 33 | Stati Uniti (bandiera) | A     | Chris Wright     | 1988 | 203  | 102  |
| 34 | Stati Uniti (bandiera) | G     | Joe Harden       | 1987 | 201  | 100  |
| 34 | Stati Uniti (bandiera) | A     | Leo Lyons        | 1987 | 206  | 109  |
| 44 | Stati Uniti (bandiera) | AC    | Curtis Withers   | 1984 | 203  | 104  |

## Staff tecnico
- Allenatore: Nate Bjorkgren
- Vice-allenatore: Vitaly Potapenko
- Preparatore atletico: Michael Douglas